# Isotopes du sodium

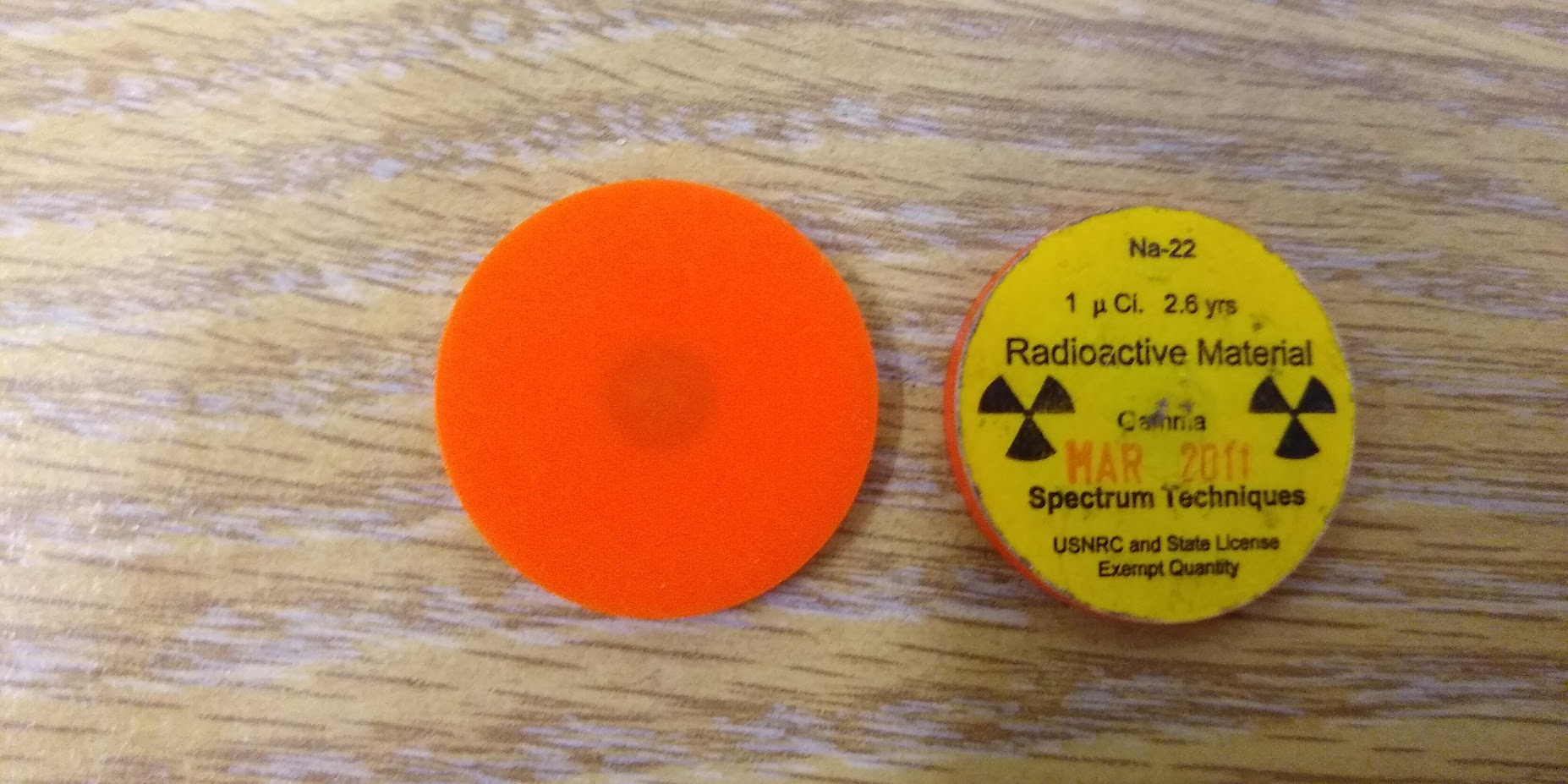
Disque contenant une petite quantité de sodium-22 (demi-vie de 2.6 années) avec une activité de 1 microcurie.

Le sodium (Na, numéro atomique 11) possède 23 isotopes connus allant de 18Na à 37Na ainsi que le 39Na découvert en 2022 et deux isomères nucléaires (22mNa et 24mNa). 23Na est le seul isotope stable, faisant du sodium un élément monoisotopique. Sa masse atomique standard est de 22,98976928(2) u. Le sodium possède deux isotopes radioactifs cosmogéniques, 22Na, avec une demi-vie de 2,605 ans et 24Na, avec une demi-vie d'environ 15 heures. À l’exception de ces deux isotopes, tous les radioisotopes du sodium ont une durée de vie inférieure à une minute, voire pour la majorité d'entre eux inférieure à une seconde. Le sodium 23 représente la quasi-totalité du sodium présent dans la nature, le sodium est aussi considéré comme un élément mononucléidique.

## Isotopes notables

### Sodium 22
Le 22Na est un isotope émetteur de positron avec une demi-vie remarquablement longue, de plus de 2 ans et demi. Il est utilisé pour créer des test-objets et des sources ponctuelles dans le cadre de la tomographie par émission de positons.

### Sodium 23
Le sodium-23 est le seul isotope stable du sodium et en raison de son abondance, il a été utilisé pour la résonance magnétique nucléaire dans divers domaines de recherche, notamment en science des matériaux et dans la recherche sur les batteries. Sa relaxation a des applications dans l'étude des interactions cation-biomolécule, du sodium intracellulaire et extracellulaire, du transport d'ions dans les batteries, et du traitement de l'information quantique.

### Sodium 24
Une exposition aigüe à une radiation de neutrons (par exemple après un accident de criticité) peut convertir le 23Na dans le sang en 24Na. En mesurant la concentration de cet isotope, on peut déterminer la quantité de radiations à laquelle la victime a été exposée.
Dans les réacteurs nucléaires utilisant comme caloporteur du sodium liquide ou l'alliage sodium-potassium, le sodium 24 est produit à partir du sodium 23, qui rend le caloporteur radioactif. Mais puisque sa demi-vie est courte, le sodium 24 aura presque complètement disparu en seulement quelques jours après que le caloporteur aura été isolé du réacteur. C'est en partie à cause de cette propriété que le sodium a été choisi comme caloporteur dans certains types de réacteurs nucléaires, comme le fut celui de la centrale de Superphénix.

### Sodium 39
Découvert en 2022, les caractéristiques du sodium 39 ne sont pas encore connues. Son existence permet cependant d'améliorer la compréhension que les physiciens nucléaires ont des modèles de limite de stabilité.

## Table des isotopes
| Symbole de l'isotope | Z (p)                | N (n)                | masse isotopique (u) | Demi-vie        | Mode(s) de désintégration, | Isotope(s)-fils | Spin nucléaire |
| Symbole de l'isotope | Énergie d'excitation | Énergie d'excitation | Énergie d'excitation | Demi-vie        | Mode(s) de désintégration, | Isotope(s)-fils | Spin nucléaire |
| -------------------- | -------------------- | -------------------- | -------------------- | --------------- | -------------------------- | --------------- | -------------- |
| 18Na                 | 11                   | 7                    | 18,02597(5)          | 1,3(4)×10−21 s  | p (>99,9 %)                | 17Ne            | (1-)#          |
| 18Na                 | 11                   | 7                    | 18,02597(5)          | 1,3(4)×10−21 s  | β+ (<0,1 %)                | 18Ne            | (1-)#          |
| 19Na                 | 11                   | 8                    | 19,013877(13)        | <40 ns          | p                          | 18Ne            | (5/2+)#        |
| 20Na                 | 11                   | 9                    | 20,007351(7)         | 447,9(23) ms    | β+ (75 %)                  | 20Ne            | 2+             |
| 20Na                 | 11                   | 9                    | 20,007351(7)         | 447,9(23) ms    | β+, α (25 %)               | 16O             | 2+             |
| 21Na                 | 11                   | 10                   | 20,9976552(8)        | 22,49(4) s      | β+                         | 21Ne            | 3/2+           |
| 22Na                 | 11                   | 11                   | 21,9944364(4)        | 2,6027(10) a    | β+                         | 22Ne            | 3+             |
| 22mNa                | 583,03(9) keV        | 583,03(9) keV        | 583,03(9) keV        | 244(6) ns       |                            |                 | 1+             |
| 23Na                 | 11                   | 12                   | 22,9897692809(29)    | Stable          | Stable                     | Stable          | 3/2+           |
| 24Na                 | 11                   | 13                   | 23,99096278(8)       | 14,9590(12) h   | β−                         | 24Mg            | 4+             |
| 24mNa                | 472,207(9) keV       | 472,207(9) keV       | 472,207(9) keV       | 20,20(7) ms     | TI (99,95 %)               | 24Na            | 1+             |
| 24mNa                | 472,207(9) keV       | 472,207(9) keV       | 472,207(9) keV       | 20,20(7) ms     | β− (0,05 %)                | 24Mg            | 1+             |
| 25Na                 | 11                   | 14                   | 24,9899540(13)       | 59,1(6) s       | β−                         | 25Mg            | 5/2+           |
| 26Na                 | 11                   | 15                   | 25,992633(6)         | 1,077(5) s      | β−                         | 26Mg            | 3+             |
| 27Na                 | 11                   | 16                   | 26,994077(4)         | 301(6) ms       | β− (99,87 %)               | 27Mg            | 5/2+           |
| 27Na                 | 11                   | 16                   | 26,994077(4)         | 301(6) ms       | β−, n (0,13 %)             | 26Mg            | 5/2+           |
| 28Na                 | 11                   | 17                   | 27,998938(14)        | 30,5(4) ms      | β− (99,421 %)              | 28Mg            | 1+             |
| 28Na                 | 11                   | 17                   | 27,998938(14)        | 30,5(4) ms      | β−, n (0,579 %)            | 27Mg            | 1+             |
| 29Na                 | 11                   | 18                   | 29,002861(14)        | 44,9(12) ms     | β− (74,09 %)               | 29Mg            | 3/2(+#)        |
| 29Na                 | 11                   | 18                   | 29,002861(14)        | 44,9(12) ms     | β−, n (25,91 %)            | 28Mg            | 3/2(+#)        |
| 30Na                 | 11                   | 19                   | 30,008976(27)        | 48,4(17) ms     | β− (68,83 %)               | 30Mg            | 2+             |
| 30Na                 | 11                   | 19                   | 30,008976(27)        | 48,4(17) ms     | β−, n (30,0 %)             | 29Mg            | 2+             |
| 30Na                 | 11                   | 19                   | 30,008976(27)        | 48,4(17) ms     | β−, 2n (1,17 %)            | 28Mg            | 2+             |
| 30Na                 | 11                   | 19                   | 30,008976(27)        | 48,4(17) ms     | β−, α                      | 26Ne            | 2+             |
| 31Na                 | 11                   | 20                   | 31,01359(23)         | 17,0(4) ms      | β− (62,05 %)               | 31Mg            | (3/2+)         |
| 31Na                 | 11                   | 20                   | 31,01359(23)         | 17,0(4) ms      | β−, n                      | 30Mg            | (3/2+)         |
| 31Na                 | 11                   | 20                   | 31,01359(23)         | 17,0(4) ms      | β−, 2n                     | 29Mg            | (3/2+)         |
| 31Na                 | 11                   | 20                   | 31,01359(23)         | 17,0(4) ms      | β−, 3n                     | 28Mg            | (3/2+)         |
| 32Na                 | 11                   | 21                   | 32,02047(38)         | 12,9(7) ms      | β−                         | 32Mg            | (3-,4-)        |
| 32Na                 | 11                   | 21                   | 32,02047(38)         | 12,9(7) ms      | β−, n                      | 31Mg            | (3-,4-)        |
| 32Na                 | 11                   | 21                   | 32,02047(38)         | 12,9(7) ms      | β−, 2n                     | 30Mg            | (3-,4-)        |
| 33Na                 | 11                   | 22                   | 33,02672(94)         | 8,2(2) ms       | β−, n (52,0 %)             | 32Mg            | 3/2+#          |
| 33Na                 | 11                   | 22                   | 33,02672(94)         | 8,2(2) ms       | β− (36,0 %)                | 33Mg            | 3/2+#          |
| 33Na                 | 11                   | 22                   | 33,02672(94)         | 8,2(2) ms       | β−, 2n (12,0 %)            | 31Mg            | 3/2+#          |
| 34Na                 | 11                   | 23                   | 34,03517(96)#        | 5,5(10) ms      | β−, 2n (50,0 %)            | 32Mg            | 1+             |
| 34Na                 | 11                   | 23                   | 34,03517(96)#        | 5,5(10) ms      | β− (35,0 %)                | 34Mg            | 1+             |
| 34Na                 | 11                   | 23                   | 34,03517(96)#        | 5,5(10) ms      | β−, n (15,0 %)             | 33Mg            | 1+             |
| 35Na                 | 11                   | 24                   | 35,04249(102)#       | 1,5(5) ms       | β− (> 99,9 %)              | 35Mg            | 3/2+#          |
| 35Na                 | 11                   | 24                   | 35,04249(102)#       | 1,5(5) ms       | β−, n (< 0,1 %)            | 34Mg            | 3/2+#          |
| 36Na                 | 11                   | 25                   | 36,05148(102)#       | <260 ns         |                            |                 |                |
| 37Na                 | 11                   | 26                   | 37,05934(103)#       | 1# ms [>1,5 µs] |                            |                 | 3/2+#          |
| 39Na                 | 11                   | 28                   |                      |                 |                            |                 |                |

1. ↑  Abréviation :
TI : transition isomérique.
2. ↑  Isotopes stables en gras.
3. 1 2  Isotopes cosmogéniques.

### Remarques
- Les valeurs marquées # ne sont pas purement dérivées des données expérimentales, mais aussi au moins en partie à partir des tendances systématiques. Les spins avec des arguments d'affectation faibles sont entre parenthèses.
- Les incertitudes sont données de façon concise entre parenthèses après la décimale correspondante. Les valeurs d'incertitude dénotent un écart-type, à l'exception de la composition isotopique et de la masse atomique standard de l'IUPAC qui utilisent incertitudes élargies.